# Vyšší Brod
Vyšší Brod (en allemand : Hohenfurth) est une commune du district de Český Krumlov, dans la région de Bohême-du-Sud, en République tchèque. Sa population s'élevait à 2 564 habitants en 2024.

## Géographie
Commune la plus méridionale de la République tchèque, Vyšší Brod se trouve à 22 km au sud de Český Krumlov, à 42 km au sud-sud-ouest de České Budějovice et à 163 km au sud de Prague.
La commune est limitée par Malšín au nord, par Rožmberk nad Vltavou, Dolní Dvořiště et Horní Dvořiště à l'est, par l'Autriche au sud, et par Loučovice, Lipno nad Vltavou et Frymburk à l'ouest.

## Histoire
La première mention écrite de la localité remonte à 1259.

## Patrimoine
L'abbaye de Vyšší Brod est une des abbayes les plus importantes de l'histoire tchèque.

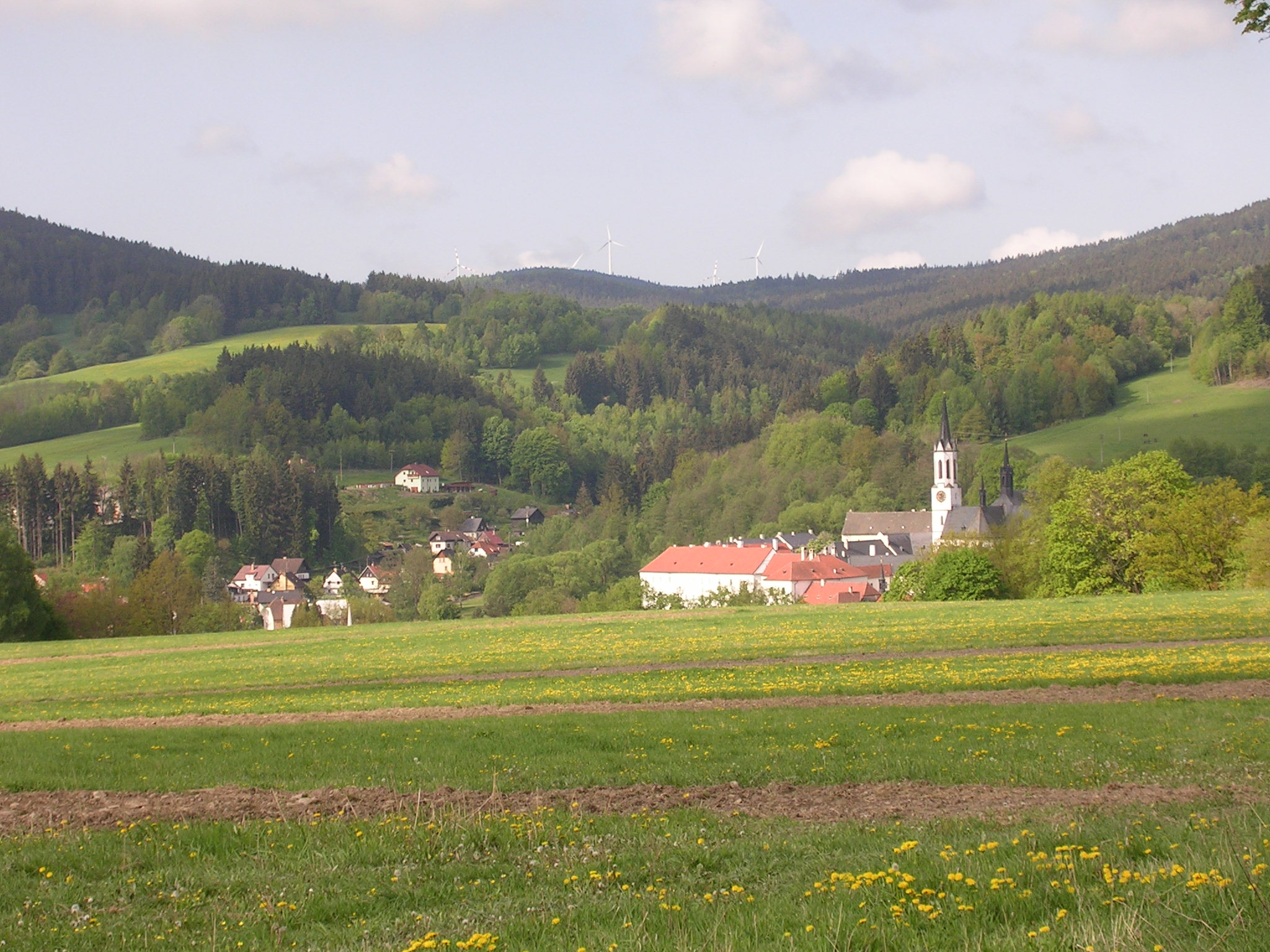
Panorama de Vyšší Brod.
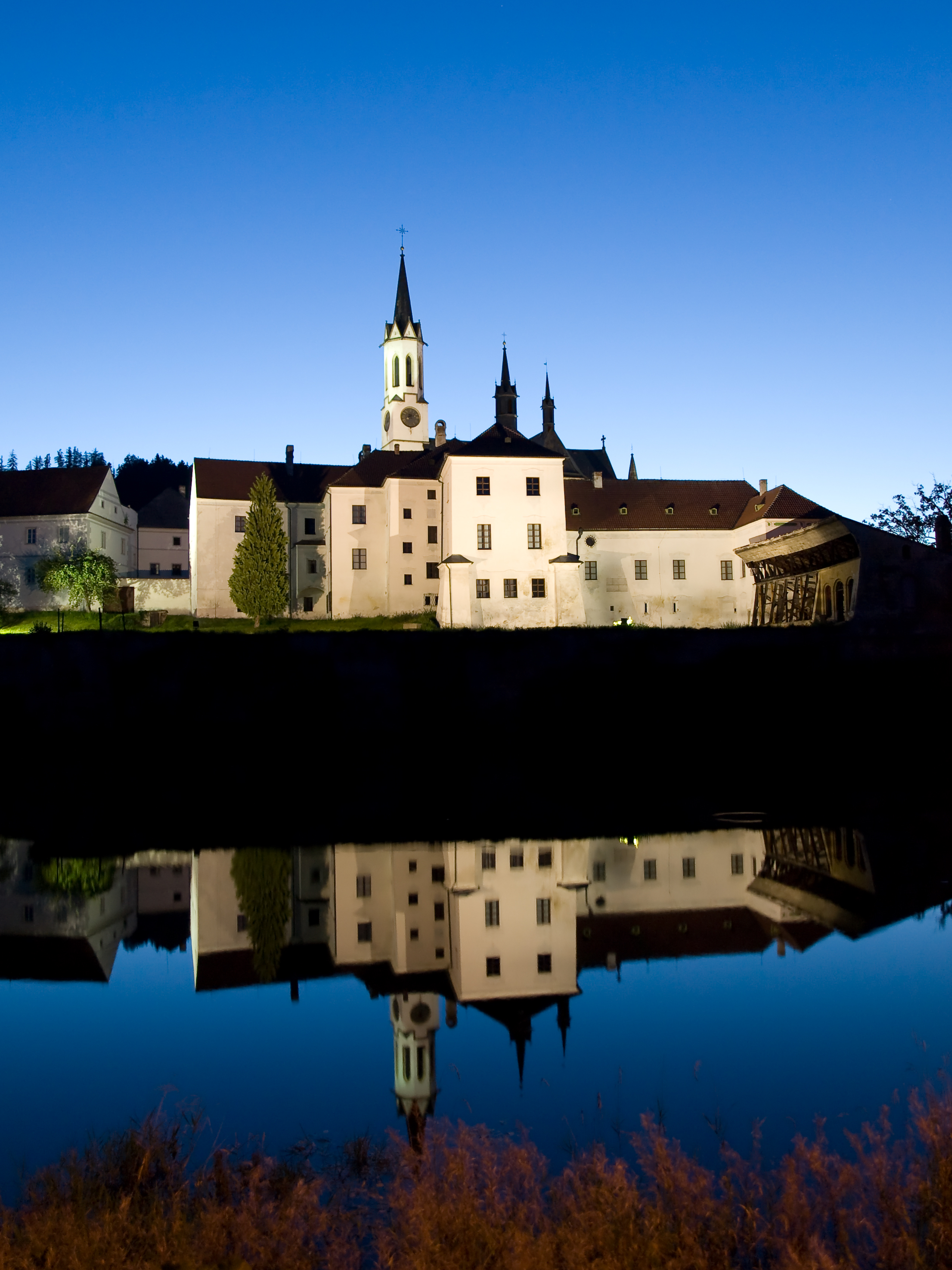
Abbaye de Vyšší Brod.

## Administration
La commune se compose de huit sections :
- Vyšší Brod
- Dolní Drkolná
- Dolní Jílovice
- Herbertov
- Hrudkov
- Lachovice
- Studánky
- Těchoraz